# Stairway to Heaven (manga)
Pour les articles homonymes, voir Stairway to Heaven.
Stairway to Heaven (天国への階段, Tengoku Heno Kaidan) est un seinen manga comico-érotique de Makoto Kobayashi. Il retrace l'histoire de Chiya Minakami, une femme médecin de 92 ans qui a passé sa vie à faire le bien dans le cadre de son travail. Cependant, accaparée par sa tâche, elle meurt sans n'avoir jamais eu de relation avec aucun des nombreux hommes qu'elle a pourtant aimé durant son existence sur Terre. Aussi, elle meurt vierge, ce qui est considéré au paradis comme un crime. Elle est alors envoyée par Dieu dans le Chichon Manchi, l'enfer du plaisir, où elle doit expier sa faute et prendre tout le plaisir qu’elle n’a pas reçue sur terre. Elle rencontrera là-bas la plupart des hommes qu'elle a aimé de son vivant et aura ainsi droit à une seconde chance.

## Vie au Chichon Manchi
Lorsqu'une personne décède et est envoyée au Chichon Manchi, elle revêt l'apparence qu'elle avait lorsqu'elle était la plus belle ou la plus désirable lors de sa vie terrestre. Ainsi, la vieille Chiya devient une belle jeune femme aux cheveux longs alors qu'elle est morte à plus de 90 ans.
Une des règles de base de la vie au Chichon Manchi est qu'il est interdit de porter des vêtements tant que l'on n'a pas atteint 'Le Septième Ciel', l'extase amoureux lors d'un acte sexuel. Cette loi attirera d'ailleurs bien des déboires à la pauvre Chiya qui malgré ses efforts pour se vêtir se retrouvera invariablement nue devant tous les hommes qu'elle croisera.
Enfin, le Chichon Manchi est peuplé d'un grand nombre d'animaux et d'objets présentant tous des caractéristiques humaines d'ordre sexuel. Ainsi on trouve de charmants lapins dotés de pénis en guise d'oreilles, ou bien des coquillages pourvus d'énormes langues.

## Le manga
L'intention de Makoto Kobayashi dans Stairway To Heaven est très claire : il s'agit d'un manga comique avant d'être un manga érotique. En effet, même si la nudité est omniprésente et que les scènes érotiques constituent une partie importante du contenu du manga, jamais le sexe en lui-même n'est mis en valeur, jamais la situation n'est érotique, mais les expressions faciales et les situations délirantes des personnages prêtent forcément à rire.